# Rubens Pereira
Rubens Pereira e Silva, mais conhecido como Rubens Pereira (Matões, 25 de novembro de 1959) é um político brasileiro. Foi deputado estadual (1999–2007). Casado com Suely Torres Pereira, é pai do deputado Rubens Pereira Júnior.

## Carreira política
Começou a carreira política ao se candidatar a deputado estadual de Roraima pelo PDS em 1990, alcançando a primeira suplência.
De volta ao Maranhão, foi eleito prefeito de Matões em 1996.
Renuncia seu mandato em 4 de abril de 1998 para concorrer a deputado estadual pelo PL, sendo eleito e reeleito em 1998 e 2002. 
Nas eleições de 2006, tentou concorrer a reeleição pelo PDT, mas a Justiça Eleitoral anulou seus votos. Foi substituído por Rubens Pereira Júnior, que foi eleito deputado estadual no mesmo ano.
Em abril de 2022, assumiu como secretário de Estado de Articulação Política.